# Hans Georg Ruhe
Hans Georg Ruhe (* 16. September 1951) ist ein deutscher Publizist und Organisationsentwickler.

## Leben
Hans Georg Ruhe absolvierte nach dem Schulbesuch eine Ausbildung als Verwaltungsangestellter. Er studierte Sozialarbeit in den Jahren 1970 bis 1974 an der Katholischen Fachhochschule Köln und war anschließend als Medienreferent im Bischöflichen Generalvikariat Münster tätig. Zeitgleich studierte er Publizistik, Soziologie und Neuere Geschichte an der Westfälischen Wilhelms-Universität Münster und schloss 1981 mit dem Magister artium ab. Er wurde Dozent an der Akademie der Diözese Hildesheim mit den Schwerpunkten Berufliche Bildung, Arbeitsrecht und Organisationsentwicklung. Während dieser Zeit absolvierte er Ausbildungen in Psychodrama und Organisationsentwicklung und war in der internen Organisationsberatung tätig. Ruhe initiierte Anfang 2000 das Fundraisingbüro Bistum Hildesheim und wurde dessen erster Leiter. Von 2002 bis 2012 leitete er die Hauptabteilung Personal/Verwaltung im Bischöflichen Generalvikariat Hildesheim (Personalchef). Seit 2012 arbeitet er freiberuflich als Publizist und Organisationsentwickler. Hans Georg Ruhe publiziert zu Methoden und Strategien der Erwachsenenbildung, Biografiearbeit und Personalentwicklung. Er ist Autor und Herausgeber mehrerer Fachbücher und hat Jugendbücher und Theaterstücke geschrieben.

## Engagements
Ruhe war langjährig Aufsichtsratsvorsitzender der Goslarschen Höfe und Vorsitzender der Caritas Goslar. Ruhe engagiert sich im inneren Kreis des Pulse of Europe Goslar und für die Goslarschen Höfe. Er war Vorsitzender des Vermittlungsausschusses der Regionalkommission Ost des Deutschen Caritasverbandes und der Einzelfallhilfe Berlin e.V.
Weiterhin war Hans Georg Ruhe Lehrbeauftragter an der Katholischen Stiftungsfachhochschule München und Mentor an der Fundraisingakademie Frankfurt. Er begründete die Alltagshilfen Goslar, die Freiwilligenagentur Goslar und die Goslarschen Höfe mit.

## Schriften (Auswahl)
- 75 Bildkarten Biografiearbeit. Weinheim und Basel 2016: Beltz, ISBN 978-3-407-36572-9.
- Praxishandbuch Biografiearbeit – Methoden, Themen und Felder. Weinheim und Basel 2014: Beltz Juventa, ISBN 978-3-7799-3154-6.
- Lebensgeschichten – gelebt, erlebt, erzählt. Neukirchen-Vluyn 2013: Neukirchener Verlagsgesellschaft, ISBN 978-3-761-56019-8.
- Methoden der Biografiearbeit – Lebensspuren entdecken und verstehen. Weinheim und Basel 2012 (5. Auflage): Beltz Juventa, ISBN 978-3-7799-2084-7.
- Praxishandbuch für die Mitarbeitervertretung Katholische Kirche. Köln 2011 (3. Auflage): Luchterhand, ISBN 978-3-472-069508.
- Wo hab‘ ich bloß… Vergessen und Erinnern im Alter. Kevelaer 1995: Butzon & Bercker, ISBN 3-7666-9973-3.
- Mit mir ist nicht zu rechnen – Ersatzdienst und Totalverweigerung. Düsseldorf 1989. Patmos, ISBN 3-491-79405-6.
- Abschied – ein Lesebuch. München 1986: Kösel, ISBN 3-466-36254-7.
- Alltag in der Jugendarbeit. München 1983: Kösel, ISBN 3-466-36168-0.